# スケバン雀士竜子
『スケバン雀士竜子』（スケバンじゃんしりゅうこ）は、サントスおよびホワイトボードが開発、セガ（後のセガ・インタラクティブ）が1988年に発売したアーケード向け脱衣麻雀である。

## 作品概要
サントス/ホワイトボードが開発したアーケードゲーム向けの麻雀ゲームでもあり、『脱子ちゃん雀荘』（だっこちゃんはうす）と『フォト雀荘』（ふぉとはうす）に続くセガの最後の脱衣麻雀ゲームである。
ゲームタイトルおよびストーリーは、当時の人気テレビドラマであった『スケバン刑事』シリーズにインスパイアされたものである。暗闇指令の演出、敵対組織「雀狼会」（『スケバン刑事II 少女鉄仮面伝説』の敵対組織は「青狼会」）、暗刻三姉妹のfirst name（『スケバン刑事III 少女忍法帖伝奇』の風間三姉妹と同じ発音）など、類似性が見られる。
キャラクターデザインには、『銀河任侠伝』（ジャレコ）と『メルヘンメイズ』（ナムコ）、サントス/ホワイトボードの後発である『麻雀クエスト』などで知られるANO清水が手がけている。
初心者向けに捨て牌や副露をアドバイスしてくれる「アドバイスモード」を搭載されている上、強力なイカサマ技で1クレジットでもクリア可能な難易度に仕上がっている。また自分が上がる他に相手に上がられても自分が脱ぐというサービス旺盛なゲームでもあった。
本作の数年後を舞台とした続編的なゲーム『マージャンCOP竜 白狼の野望』がメガドライブで発売された。

## あらすじ
日本征服を企む悪の組織「雀狼会」と、その頂点に立つ雀王。奴等の野望を阻止すべく、竜子は暗闇指令から雀狼会打倒の指示を受ける。
雀王を名乗る人物を倒すと、彼女は真のボスではなく「影」に過ぎないことが判明する。そのあと最終ボスの孔雀姫子との対戦となる。

## ゲームシステム
- 二人打ち、東南回し、アリアリ、裏ドラあり、槓ドラあり、槓ウラあり。
- プレイヤーと相手が18枚ずつ牌を捨てると流局。ノーテン罰符あり（1,500点）。
- イカサマ技あり、アドバイスモードあり（有無はゲーム開始時に選択）。チョンボはガードされるため無し。
- 対戦相手から3回（一部の相手は2回）上がるか、相手をハコ割れ（持ち点を0点以下に）させれば、検挙した扱いとなり次の対戦相手に進む。
- 同一対戦相手に3回上がられるか、自分がハコ割れすればゲームオーバー。なお自分の持ち点は対戦相手が変わると1,500点にリセットされる。
- コンティニューをすると褒美として「イカリ+ESP」または「配牌レベル+3」の好きな方が獲得できる。なお対戦相手は服を全部着た状態に戻る。
- 自分の持ち点が千点未満でもリーチ可（持ち点がマイナスになる）。ただし上がれずに流局になるとハコ割れでゲームオーバー。
- 最終ボスを討伐するとエンドロールとなり、その後一人目の対戦相手に戻る。

## 登場キャラクター
竜子（リュウコ）
主人公。悪の組織「雀狼会」に一人立ち向かう。セーラー服を模した戦闘服を着用。インナーはスポーツブラとショーツ。
暗闇指令
竜子に次の対戦相手を指示する。

### 敵キャラクター
東風子（ヒガシフウコ）
雀狼会の幹部で、一人目の対戦相手。15歳。「フリテンのフウコ」の異名を持つ。負かした際に「わあったよ！ 脱ぎゃいいんだろ！」と投げやりな態度を取るが、最後まで脱がすと従順になる。名前の由来は麻雀用語の「東風」。
南娘娘（ナンニャンニャン）
雀狼会の幹部で、二人目の対戦相手。19歳。「麻雀道士」の異名を持つ中華風少女。そのためか、セリフが「我 ○○的心境成他」である（ただし音声はそのまま日本語）。当時このゲームに登場するキャラクターの中では、特に人気が高かった。霊幻道士のテンテンのような装束で登場するが負けると何故か丈の短いチャイナドレスになる。
西野由魔（ニシノユマ）
雀狼会の幹部で、三人目の対戦相手。17歳。暗刻三姉妹の次女。元ネタは風間三姉妹の風間由真。三姉妹は三人合わせて一人の対戦相手として扱われる。
西野由火（ニシノユカ）
雀狼会の幹部。18歳。暗刻三姉妹の長女。元ネタは風間三姉妹の風間結花。
西野由衣（ニシノユイ）
雀狼会の幹部。16歳。暗刻三姉妹の三女。何故か体操着で登場する。元ネタは風間三姉妹の風間唯。
北島マミ（キタジママミ）
雀狼会の幹部で、四人目の対戦相手。17歳。「ガラスのお面」の異名を持つ、雀王の片腕と呼ばれる少女。眼鏡っ子。元ネタは『ガラスの仮面』の北島マヤ。
雀王・影（ジャンオウ・カゲ）
雀狼会の総帥で、五人目の対戦相手。年齢不詳。仮面を被っている。最初に負かした際、「ぶっとばあすぞぉ～っ！」と発言する。下着はさらしを着用。
孔雀姫子（クジャクヒメコ）
ラスト雀王で、六人目の対戦相手。17歳。彼女だけ台詞のフォントが乙女チックになっている。
（主として出典：）

## イカサマ技
イカリパワー
怒りを極限にまで高めて有効牌を積もる消費型イカサマ技。スタートボタンを連打して怒りゲージを高めて、ゲージが最大の時にツモボタンを押すと有効牌（上がり牌等）を積もることができる。主に自分がテンパイした際に上がり牌をツモるのに使用する。怒りゲージが最大に満たないタイミングでツモボタンを押した場合、または残牌に有効牌がない場合はスカとなる。対局中に稲妻マークの牌を積もると使用可能回数が増える。連打は相当速いスピードを一定時間キープする必要があり、スタートボタンに負担をかける技だった。
ESPパワー
サイキックパワーを使って、一定時間相手の手牌を透かして見ることができる消費型イカサマ技。主に相手がテンパイした際に上がり牌を見るのに使う。対局中にESPマークの牌を積もると使用可能回数が増える。
ハイパイパワー
竜子の上がり役に応じてレベルが上昇し、レベルに応じて14種類の積み込み技の一つを使用可能。使ってもレベルが下がることはないが上がったときのレベル上昇値が著しく低下する。また、使用の有無に関係なく対戦相手に上がられると、上がり役の飜数分レベルが下がってしまう。
- 牌交換（3レベル） …… 配牌時の不要牌を交換する
- イーペーコウ（3レベル）
- ピンフ（6レベル）
- タンヤオ（6レベル）
- チートイ（9レベル）
- サンショク（9レベル）
- イッツウ（12レベル）
- ホンイツ（12レベル）
- ショウサンゲン（15レベル）
- サンアンコ（15レベル）
- チンイツ（18レベル）
- リュウイーソー（18レベル）
- ダイシャリン（19レベル）
- キュウキョク（20レベル） …… 「四暗刻、字一色、大三元」のトリプル役満が狙える究極の積み込み